# میخال هورنیاک
میخال هورنیاک (چکی: Michal Horňák؛ زادهٔ ۲۸ آوریل ۱۹۷۰) بازیکن سابق و مربی فوتبال اهل جمهوری چک است.
از باشگاه‌هایی که در آن بازی کرده‌است می‌توان به باشگاه فوتبال اسپارتا پراگ و باشگاه فوتبال لاسک اشاره کرد.
وی همچنین در تیم ملی فوتبال جمهوری چک بازی کرده‌است.